# روبی سارما
روبی سارما (انگلیسی: Robi Saarma؛ زادهٔ ۲۰ مهٔ ۲۰۰۱) بازیکن فوتبال اهل استونی است.
وی همچنین در تیم‌های ملی فوتبال زیر ۱۹ سال استونی، زیر ۲۱ سال استونی، و استونی بازی کرده است.